# NYC Ghosts & Flowers
NYC Ghosts & Flowers è l'undicesimo album in studio del gruppo musicale statunitense Sonic Youth, pubblicato il 16 maggio 2000 dall'etichetta discografica DGC Records.

## Accoglienza
| Recensione    | Giudizio |
| ------------- | -------- |
| AllMusic      |          |
| NME           |          |
| Pitchfork     | 0/10     |
| The A.V. Club | B        |

NYC Ghosts & Flowers ha ottenuto recensioni positive da parte dei critici musicali. Su Metacritic, sito che assegna un punteggio normalizzato su 100 in base a critiche selezionate, l'album ha ottenuto un punteggio medio di 66 basato su diciotto recensioni.

## Tracce
Testi e musiche di Sonic Youth.
1. Free City Rhymes – 7:32
2. Renegade Princess – 5:49
3. Nevermind (What Was It Anyway) – 5:37
4. Small Flowers Crack Concrete – 5:12
5. Side2side – 3:34
6. Streamxsonik Subway – 2:51
7. NYC Ghosts & Flowers – 7:52
8. Lightnin' – 3:51

## Formazione
- Thurston Moore – chitarra elettrica, voce
- Lee Ranaldo – chitarra elettrica, voce
- Kim Gordon – basso, voce
- Steve Shelley – batteria

### Altri musicisti
- Jim O'Rourke – basso su Free City Rhymes e Small Flowers Crack Concrete, elettronica su Side2side, registrazioni aggiuntive, missaggio aggiuntivo
- Rafael Toral – chitarra su Renegade Princess
- William Winant – percussioni su Side2side

## Classifiche
| Classifica (2000) | Posizione massima |
| ----------------- | ----------------- |
| Francia           | 61                |
| Norvegia          | 37                |
| Stati Uniti       | 172               |